# Basílica de Santa Anastácia no Palatino
Sant'Anastasia al Palatino é uma das mais antigas basílicas localizadas em Roma, na Itália. 
O atual cardeal-presbítero do título de Santa Anastácia é Godfried Danneels, arcebispo de Malinas-Bruxelas e primaz da Bélgica. Entre os antigos ocupantes da posição está John Morton, um arcebispo de Cantuária.

## História
A igreja foi construída no final do século III e início do século IV, possivelmente por uma romana chamada Anastasia. A igreja está listada sob o titulus Anastasiae nos atos do sínodo de 499. Posteriormente, ela foi consagrada a uma mártir de mesmo nome, Anastácia de Sirmio.
Sant'Anastasia foi restaurada por diversas vezes: papa Dâmaso I (r. 366-383), Papa Hilário (r. 461-468), papa João VII (r. 705-707), papa Leão III (r. 795-816) e o papa Gregório IV (r. 827-844). A igreja atual data da restauração do século XVII encomendada pelo papa Urbano VII.
Tradicionalmente, esta igreja está ligada ao culto de São Jerônimo, que possivelmente celebrou uma missa lá. 

## Arte e arquitetura

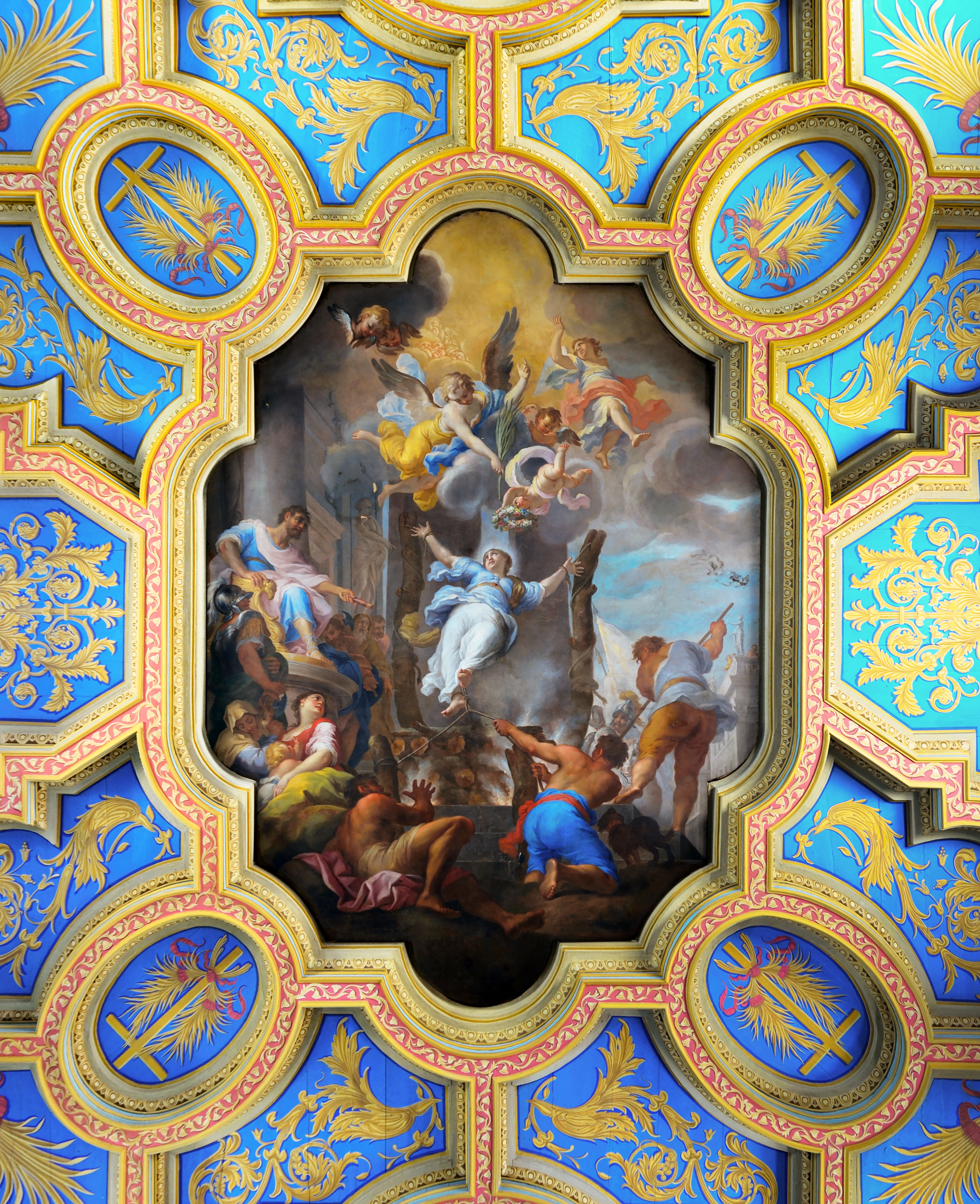
Basilica di Sant'Anastasia al Palatino (Rome) - Ceiling

A última restauração, após a de Sisto IV, ocorreu em 1636, quando a fachada, com colunas dóricas na parte inferior e jônicas na superior, foi reconstruída após o ciclone de 1634. A nave reciclou as antigas colunas. O teto foi pintado com afrescos de Michelangelo Cerruti sobre o "Martírio dos santos" (1722).
A capela à direita tem uma pintura de "São João Batista" por Pier Francesco Mola. A última capela deste mesmo lado tem um afresco de Lazzaro Baldi intitulado "Cenas da vida dos santos Carlos Borromeo e Filippo Neri". O transepto direito tem uma pintura de "São Turíbio" (1726) de Francesco Trevisani. O altar-mor traz uma "Natividade" de Lazzaro Baldi e abaixo do altar está uma estátua de Anastácia de Sirmio de Ercole Ferrata. Ela mostra claramente a influência da "Beata Ludovica Albertoni", de Bernini. O transepto esquerdo traz uma "Madona do Rosário" de Baldi. A última capela da esquerda tem um "São Jerônimo" de Domenichino e, por fim, a outra capela tem um "Santos Jorge e Públio" por Etienne Parrocel.

## Galeria

Imagens da igreja
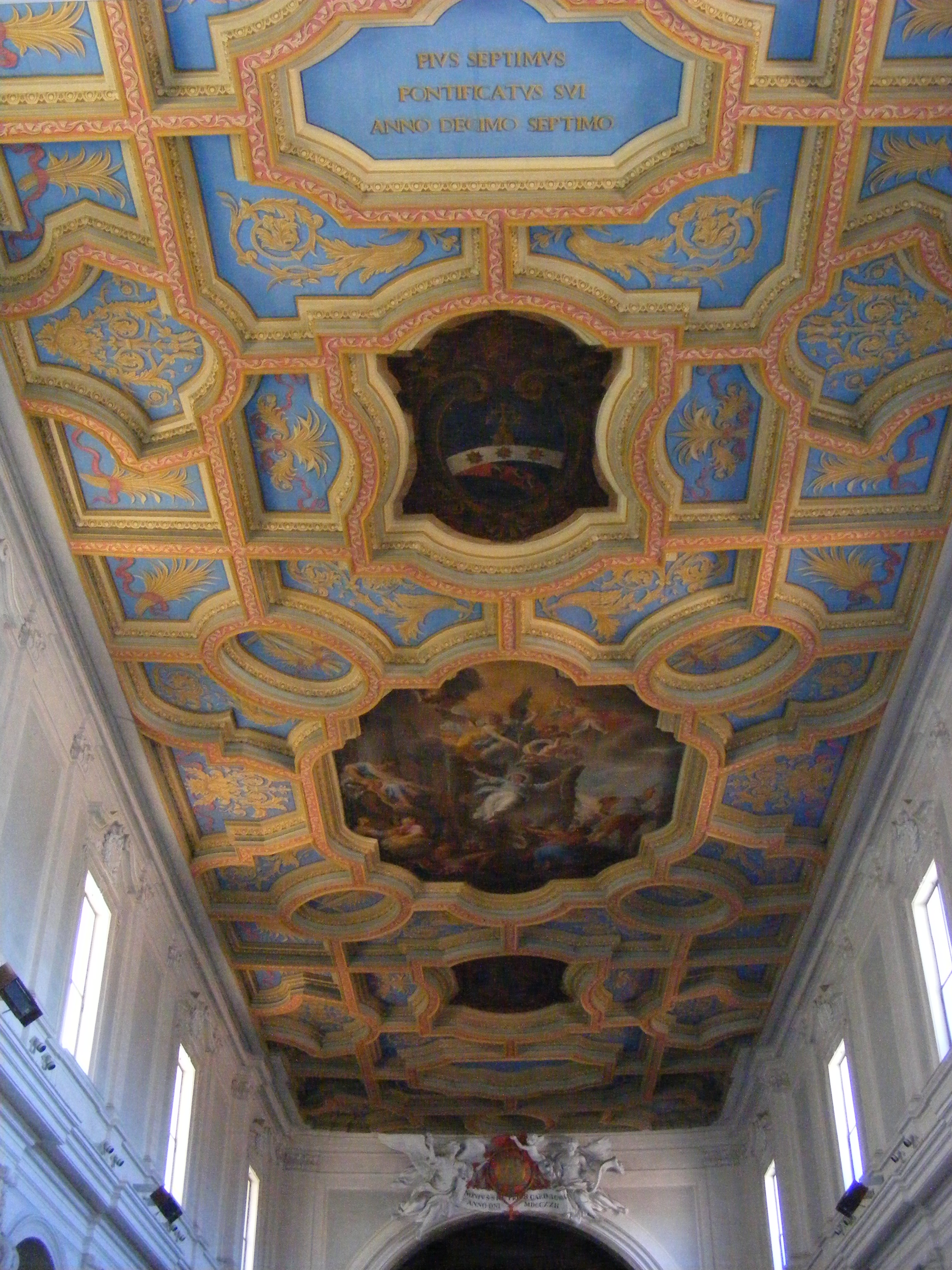
Teto
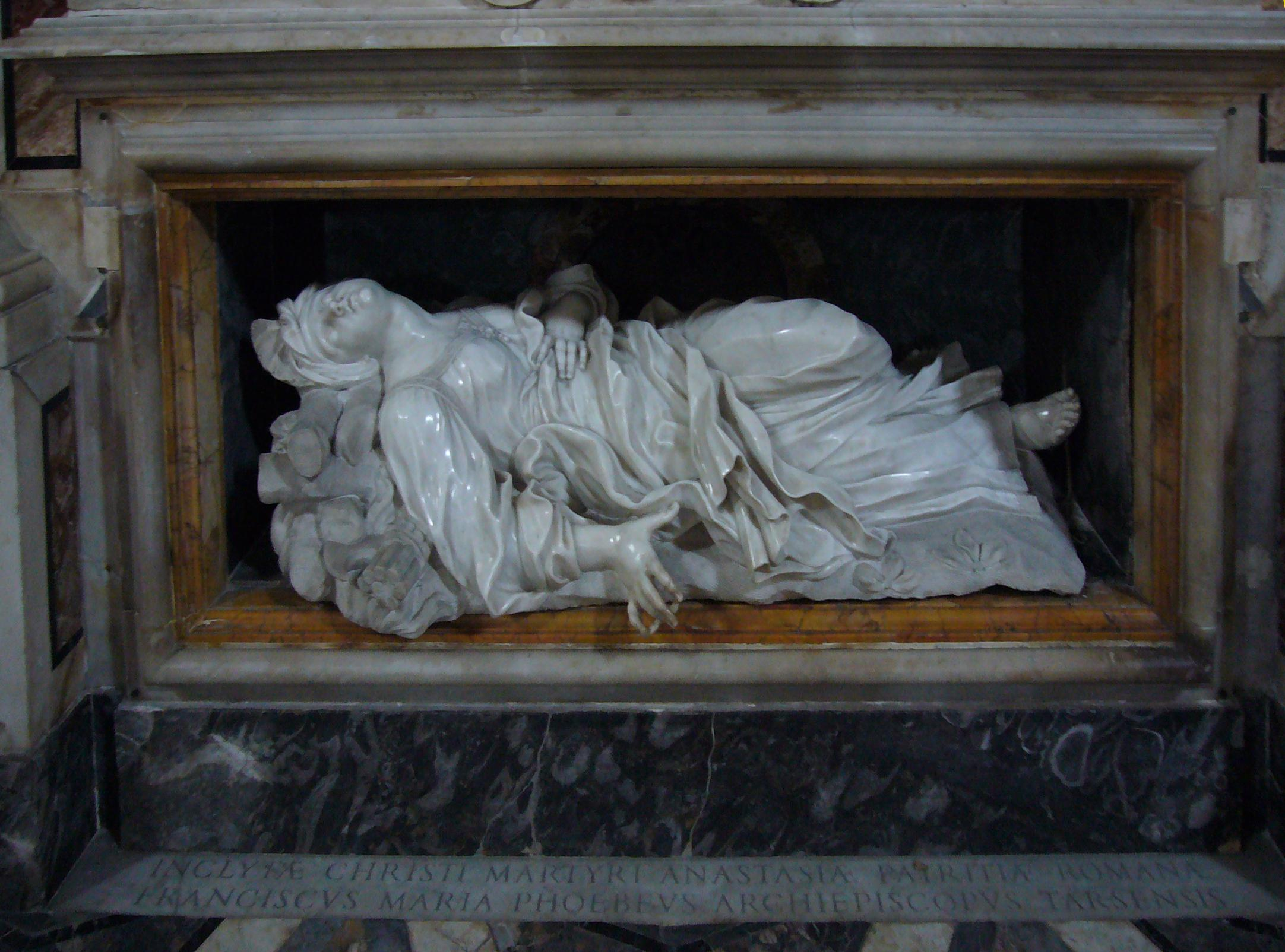
Estátua de Santa Anastácia de Ercole Ferrata
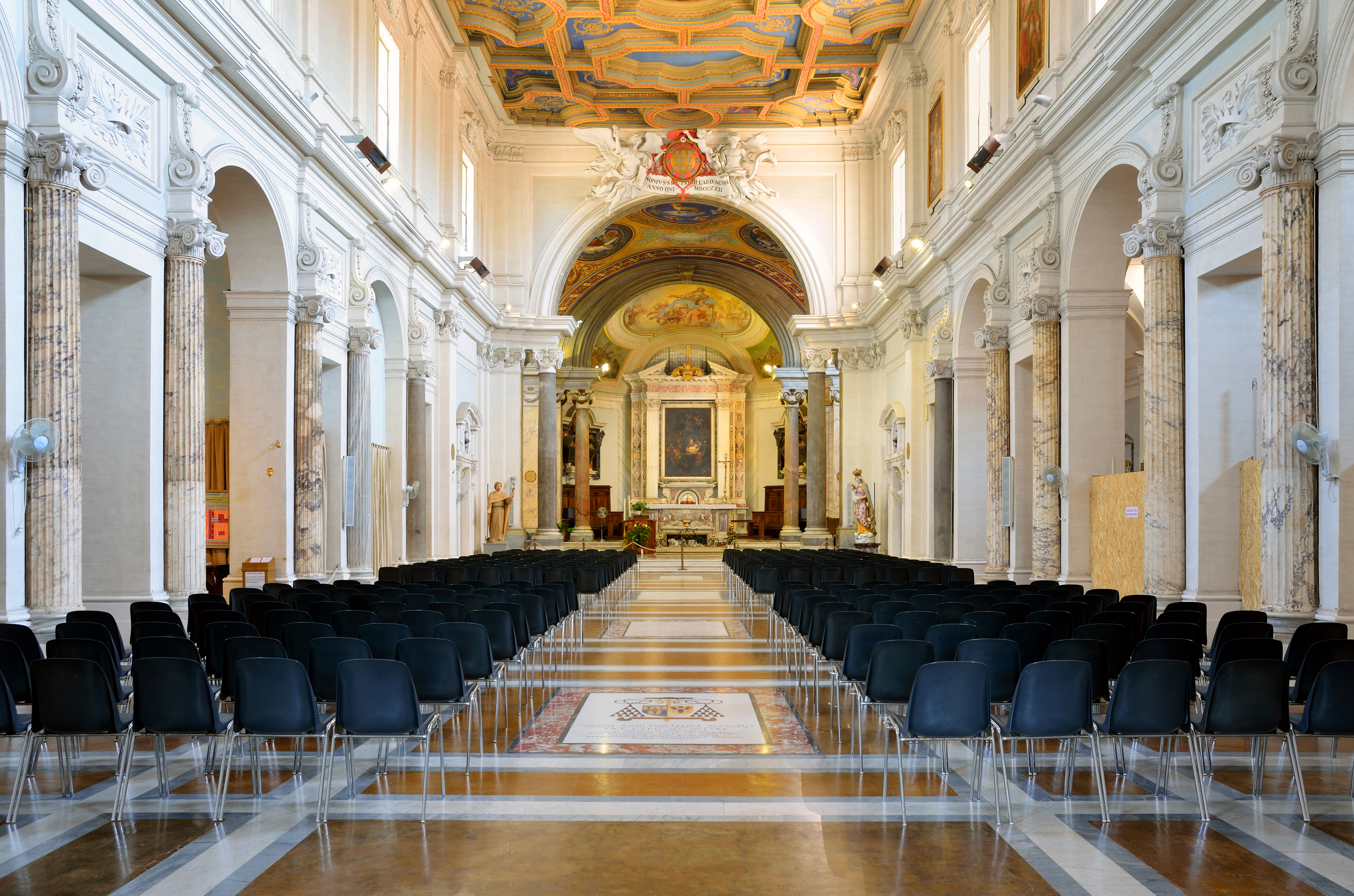